# Універ (телесеріал)
«Універ» (рос. Универ) — російський телесеріал-ситком на телеканалі «ТНТ» про життя студентів, що проживають в одному блоці гуртожитку, який є головним місцем дії. Події серіалу також відбуваються в багатьох інших місцях, у тому числі в офісі та будинку на Рубльовці олігарха Сильвестра Андрійовича, батька Сашка. В ефір вийшов 25 серпня 2008 року.

## Головні персонажі

### Саша Сергєєв
Син олігарха Сильвестра Сергєєва, втік з університету в Англії, де вивчав фінанси і вступив в російський університет на астрономічне відділення фізичного факультету. Саша відмовляється брати у батька гроші, воліючи всього добиватися самостійно і часто змінює місце роботи. З самого початку серіалу будував відносини з Танею, то сходячись, то розходячись. Проте, врешті-решт, вони зійшлися остаточно, в 217-й серії у них народився син Олексій, а в 255-й серії вони одружилися.

### Таня Архипова
Студентка юридичного факультету, починаючи з третього сезону — аспірантка. Дівчина з консервативними моральними принципами, відмінниця, дуже цілеспрямована. Довірлива, забобонна, неврівноважена. Має комплекси з приводу своєї зовнішності і особливо з приводу маленького розміру своїх грудей.
З 255 серії одружена з Сашком. Таня на 6 років старша від Саші.

### Едуард «Кузя» Кузьмін
Народився в 1987 році. Студент філологічного факультету, хороший спортсмен, захоплюється гітарою, пише пісні, з якими успішно виступає. Народився в Агаповці, значний час провів в Кургані, про що часто згадує з ностальгією і розповідає кумедні історії про родичів і друзів.
Кузя — простакуватий провінціал, не відрізняється інтелектом і кмітливістю, зате відмінно грає в шахи. Він довірливий, добрий і нехитрий, завдяки чому над ним часто жартують друзі. Кузя не вміє красиво говорити і свої почуття часто висловлює фразами: «Втрата втрат!», «Блін блінскій!», «Крутяк». Мав тривалий роман з Аллою Гришко.

### Алла Гришко
Алла — красуня-блондинка з Тюмені, студентка психологічного факультету. Спочатку вела досить розбещений спосіб життя і мала безліч шанувальників, проте за наявності постійних відносин (спочатку з Кузею, потім з Майклом) такого собі не дозволяє. Практично будь-яку емоцію від захоплення до гніву може виразити словом «Пипець».

### Гоша Рудковський
За знаком зодіаку Рак.
Студент журналістського факультету, великий бабій. Хитрий, жадібний, бере у Кузі гроші і вміє шантажувати, але, попри це, час від часу виявляє благородство. Страждає алергією на шерсть. Схильний впадати в параною (перебуває на обліку в психдиспансері).
Матір Гоші працює провідницею в плацкартному вагоні в поїзді Кишинів — Запоріжжя. Батько Гоші — шулер-картяр, який їздив в цьому вагоні.
В останній серії 1 сезону його відраховують і згодом забирають в армію. В 4 сезоні повернувся у гуртожиток. Став продюсером Кузі. Потім Кузя зрозумів, що Гоша його обманював, і звільняє його, але поза шоу-бізнесу вони залишаються друзями. Незважаючи на взаємну неприязнь з Майклом, у підсумку вони все ж здружилися. Зустрічається з Лілею.

### Артур «Майкл» Мікаелян
Народився 5 жовтня (Терези), в 107 серії йому виповнилося 25 років. Приїхав в Москву з Адлера, вчиться на історичному факультеті. Ряд серій розповідається від його особи. Є старший брат — Ашот.
З'явився в серіалі в другій серії другого сезону (46 серія) замість Гоші, який пішов в армію. У тій же серії розповідається його передісторія: два роки тому він жив у цьому ж блоці з Аллою, Кузею і Танею.
Вів образ «бабія», як і Гоша в першому сезоні.
З 169 по 218 серію зустрічався з Аллою Гришко. Потім вони розлучаються, але з 239 серії вони знову разом.
Улюблена страва — хінкалі.

### Лілія Волкова
Після того як Таня і Саша «влаштували пожежу» в гуртожитку і були виселені, на місце Тані підселили нову дівчину з Уфи — Лілю. Їй 20 років, народилася в грудні. Захоплюється езотерикою та спіритизмом. Завжди говорить правду в очі (навіть образливу) і не вміє зберігати чужих секретів. До сексу ставиться легко, тільки не з Гошею. Її абсолютно не хвилюють гроші, успіх, побут, вона просто не вважає, що це хоч скільки-небудь важливе.
З'явилася в 4 сезоні, в 165 серії. Трохи дивно поводиться. При знайомстві обіймається. Вегетаріанка (але при цьому вживає курячі яйця, вважаючи, що гуманніше з'їсти курку зараз, поки вона нічого не розуміє), вважає всіх, хто їсть м'ясо, вбивцями. У першій же серії, де з'явилася, обманом змушує відмовитися Майкла і Аллу від м'яса. Не любить своє прізвище і не відгукується на нього. Дивна, добра, досить хитра, може обдурити як для досягнення власних цілей, так і для того щоб допомогти іншим.
Після університету хоче займатися захистом синіх китів. Боялася клоунів з дитинства, але завдяки Кузі перемогла цю боязнь. C двісті першої серії зустрічається з Гошею.

### Антон Мартинов
Після того, як Ліля і Гоша стали жити разом в окремій кімнаті, а Саша з Танею повернулися на Рубльовку, одне місце в кімнаті хлопців звільнилося і якийсь час пустувало (судячи з хронології серіалу — кілька місяців), поки в 220-й серії до хлопців в блок не підселили Антона — сина олігарха Лева Мартинова (партнера Сильвестра Андрійовича).
«Засланий» в універ батьком за безтурботний спосіб життя. До вселення в общагу був відрахований з трьох англійських університетів, так як не бажає вчитися, а хоче лише тусуватися і веселитися. Про це він, за словами батька, заявив напряму. Переконаний, що він не затримається в общазі надовго. В одній із серій намагається «дістати» декана універу, щоб той його відрахував, з метою повернутися додому.
Антон Мартинов — хам, нахаба, сноб, пафосний позер. Зловживає англіцизмами. До людей ставиться споживацьки, вміло граючи на їхніх слабкостях і рисах характеру. Зарозумілий, хитрий, виверткий, розпещений. Переконаний в своїй перевазі над іншими. Не приховує свого презирливого ставлення до решти мешканців общаги в цілому і своїх сусідів зокрема. Вважає себе пупом землі, якому все дозволено, причому свої підлі вчинки стосовно інших не вважає такими, але будь-які дії інших, спрямовані проти нього, розцінює як зраду.
Як і його батько, переконаний, що за гроші можна домогтися всього, чого хочеш. Проте справжню ціну грошам не знає, через що легко переплачує, але при цьому примудряється бути жадібним.
Поступово починає зближуватися з сусідами по блоку. З 241 серії, коли батько заблокував його кредитну карту, почав змінюватися на краще і навіть став другом Кузі.
В одному з університетів Англії навчався з Сашком і знущався над ним разом зі своїми друзями. (224 серія)

### Сильвестр Сергєєв
Олігарх, батько Саші Сергєєва. Рік народження — 1967. Живе на Рубльовці. Займає 52-е (в 1-й серії в журналі написано п'ятдесят третє місце, Аллочка так само озвучує цифру 53, в наступних серіях (15-а серія) говориться про 52-е місце) місце в рейтингу російських мільярдерів журналу "Форбс", майно 3 млрд. доларів. Його річний дохід становить, за словами Сашка, 500 млн. доларів. В 90-х роках був співробітником НДІ. Саме в той час від нього пішла дружина, залишивши йому сина. За словами Сильвестра Андрійовича, Таня Архипова нагадує йому його дружину в молодості.
Вкрай засмучений тим, що Саша не хоче жити як син олігарха і прагне довести свою незалежність від батька і його грошей, тому Сильвестр постійно намагається повернути Сашу до «нормального» життя або хоча б якось полегшити його студентське життя. У перших сезонах олігарх намагався через треті руки забезпечити Сашу грошима і продуктами, або грошової роботою, проте всякий раз син викриває його спроби. Ображається, коли Саша намагається взяти у нього в борг гроші або заплатити за проживання (після виселення з гуртожитку) в будинку на Рубльовці, і вміло вибудовує ситуацію так, щоб син зрозумів абсурдність своєї поведінки.
Жадний, цинічний, суворий, дотепний. На початку серіалу, з його слів, у нього «дві любові: Саша і долар, і обидва його постійно підводять». З розвитком сюжету помітно поліпшує своє ставлення до Тані, практично любить її, як дочку, і під час сварок та непорозумінь між Танею і Сашею постійно намагається їх звести.
У другому сезоні (62 серія) зустрічає Віру Павлівну, викладача російської мови, і закохується в неї. Ця захопленість і спроби контактів стали турбувати його більше бізнес а, що і стало причиною розорення. Сильвестру довелося шукати нове житло, оскільки будинок на Рубльовці так само був конфіскований податковою інспекцією. Сильвестр оселився в гуртожитку, в кімнаті Сашка. Поступово Вірі почав подобатися колишній олігарх. Пізніше Сильвестру вдалося повернути свій стан. Незабаром Віра погодилася жити з ним на Рубльовці, а в кінці другого сезону одружитися з ним, але в 3 сезоні, у серії «PS Я люблю тебе», вона пішла від нього до колишнього однокласника. Наприкінці 4 сезону закохується в телеведучу Поліну Романову і поселяє її в своєму будинку. Йому невтямки, що їй від нього потрібні тільки гроші. У п'ятому сезоні у нього з'являється онук Альоша, а також до нього повертається його колишня дружина — Лариса. З 255 серії знову одружений з нею.

## Другорядні персонажі
Гена
Повне ім'я — Геннадій Олексійович Виноградов. Народився в Златоуст. Начальник охорони Сильвестра Сергєєва. Служив в повітряно-десантних військах. Сумлінний і компетентний у справах охорони. Гена три рази рятував Сильвестру Андрійовичу життя, за це останній його дуже цінує і не хоче позбавлятися його послуг ні під яким приводом, хоча і часто влаштовує Гені «розноси» по всіляких приводах.
Петрович завхоз
Повне ім'я — Олексій Петрович Соколов. Комендант гуртожитку, де проживають герої серіалу. Володіє суворою вдачею і тягою до алкоголю. За кілька пляшок горілки зробить що завгодно. Але може і обдурити студентів заради досягнення своїх корисливих цілей. В останній серії 3 сезону стало відомо, що Петрович закодувався і більше не п'є. Після перебування в санаторії, знову стає комендантом в гуртожитку (198 серія).
Поведінка часто непослідовно: то тремтить перед авторитетом Сильвестра Андрійовича, то творить свавілля відносно його сина та інших мешканців блоку. Неодружений.
Андрій «Термінатор» Горшков
Партнер Кузі з карате. На спільних поєдинках майже завжди перемагав Кузю. Кар'єра, за словами Кузі, у нього склалася «вдало», і він поїхав до Пітера працювати фізруком в школі.
Віталій Лисенко
За певну суму позичає людям техніку. Безжалісний до боржників. Небайдужий до Тані, але тримає почуття при собі. Лисенко виселяють з гуртожитку через часті п'янок. Переїжджає до мами в Нижній Новгород.
Суслопаров
Студент зі смішною зовнішністю. У першому сезоні закоханий в Аллу, був готовий виконати будь-яке її бажання в обмін на її увагу. Боїться Кузю.
Бикбулатова
Займається в Універі комерційною діяльністю: позичає сукні за реферати, підкручує свої ваги, щоб згодом продавати «товстушкам» «Антіжір». У 117 серії згадується про її вагітність.
Іра
У період сварки з Танею Саша зустрічався з багатьма дівчатами, найбільш постійні стосунки в нього були з Ірою. Вважає, що чоловіки не здатні добре готувати.
Влад Вагін
Колишній шкільний коханий Тані. Вони знову знайшли одне одного в «Однокласниках». Посварившись з Сашею, Таня пішла від нього до Влада, і в 92 серії вони одружилися. Після весілля постійно конфліктує з Сашею, ревнуючи Таню до нього. Через два тижні їх шлюб розпався по Таніної ініціативою. В 135 серії вони знову зустрілися.
Ашот Мікаелян
Старший брат Майкла. Добрий, довірливий. Не звик залишати речі в порядку. Коли Майкл їхав до Москви з Адлера, він говорив Ашоту, що у нього в Москві свій бізнес. В 81 серії Ашот одружився з дівчиною Кариною, їх весілля відбулося в ресторані Сильвестра Андрійовича, керівником якого став Майкл. Зі 148 по 152 серію жив з хлопцями в общазі, поки був у сварці зі своєю дружиною.
Еля
Колишня секретарка Сильвестра Андрійовича. У серіалі присутній в основному тільки голосом в спикерфоні Сильвестра Андрійовича. Постійно сидить на сайтах «В Контакте» та «Одноклассники.ru». Дуже відповідальна, одягається скромно, блондинка. На відміну від Алли, яка у свій час працювала у Сильвестра Андрійовича, не користується своїм службовим становищем для вдалого шлюбу.
В кінці другого сезону у Сильвестра Андрійовича з'являється інша секретарка на ім'я Юля, але пізніше Еля знову з'явилася в ролі секретаря.
Віка
Подруга Алли. З'являлася в перших сезонах. Така ж красуня з маленьким мозком, як і Алла. Живила романтичні почуття до Кузьо. Поїхала на 3 роки до Франції на стажування.
Андрон Маркович Прилуцький
Друг Сильвестра Андрійовича, постійно наголошував що-небудь з ним у ресторані «Байрон», також олігарх. Його намагалася спокусити Алла в одній з перших серій. Підставив Сильвестра, вкравши його стан і втікши в Венесуелу. Був виявлений співробітниками правоохоронних органів.
Віра Павлівна
Викладає на філологічному факультеті, на якому навчається Кузя. Має духовний і поетичний характер, дуже любить літературу і особливо поезію. Пише любовні романи. У неї і закохався Сильвестр Андрійович у 2 сезоні, але Віра Павлівна далеко не відразу відповіла йому взаємністю. Пізніше вони все-таки стали повноправно «зустрічатися».
В останній серії 2 сезону Сильвестр Андрійович запропонував їй шлюб, і вона погодилася. У 119 серії 3 сезону вона йде від Сильвестра до колишнього однокласника Ігорю і їде до Самари. Пізніше вона одружилася з ним (повідомляється в 142 серії).
Тимофій
Безробітний художник-абстракціоніст, зустрічався з Аллою кілька серій. Алла його чомусь не цікавила, але незважаючи на часті погрози, Алла все одно до нього поверталася. У себе в кімнаті вирощує, як він сказав «Стебло життя», точніше коноплю. На виставці молодих художників він прославився, як творець нового напряму в мистецтві: «Харчового заперечення». Пізніше Алла розлучилася з Тимофієм.
Ліза
Режисер студентського театру і акторка за сумісництвом. Вперше з'являється в другій серії третього сезону. Прийняла Кузю в театр, але довіряє йому тільки мити сцену. Майкл в неї закоханий, але вона непохитна перед ним. У неї є сестра, яку Ліза дуже любить. У 120 серії вона поїхала до Америки (для цієї мети намагалася використовувати Майкла, бажаючи укласти з ним фіктивний шлюб, але Майкл розкрив її).
Олексій Сергєєв
Син Саші і Тані, онук Сильвестра Андрійовича. Народився у п'ятому сезоні. У серіалі показується рідко, в основному у вигляді звуків з ліжечка і люльки — перенесення. На звуки брязкальця реагує байдуже, сміється тільки, якщо хто-небудь лоскоче йому п'яту. На фразу «Твою мать» також реагує сміхом.
Ден
Музикант-гітарист студентської групи. По суті, відкрив Кузьо світ музики (122 серія). Пише пісні (в серіалі не виконуються (130 серія)). Його дівчина, Марго, грає в групі на синтезатор е.
Пархоменко
Студент, учень Тані Архипової, родом із Саратова. Будував їй різні підступи, поки не отримав в обличчя від Сашка в 126 серії.
Андрій
Адміністратор нічного клубу «EROS». Суворий і вимогливий до підлеглих. Від роботи в жіночому колективі у нього, з його слів, виробився стійкий імунітет на жіноча чарівність.
Костя
Бармен нічного клубу «EROS». Пішов на цю роботу, щоб перемогти алкогольну залежність, бо думав, що коли навколо повно алкоголю — хотітися не буде.
Мишаня
Студент-гопник з 507 блоку (в 244 серії — з 102-го). За окрему плату («полтараху піваса») готовий грати роль охоронця. Терпіти не може гомосексуалів («фу-у, навіть руки об вас бруднити противно»), але не завжди може їх розпізнати (184 серія).
Андрій Казимирович Сергєєв
Дідусь Сашка, втік в Мексику, щоб його не знайшли агенти Інтерпол а, які шукали його через аферу на суму 107 млн доларів. Сильвестр Андрійович сказав Саші, що дідусь потонув, здійснюючи подорож по Середземного моря. Цю версію він розповів своєму батькові. Насправді ж олігарх сказав синові, що дідусь потонув у колодязі будучи п'яним.
На відміну від Саші, Андрій любить витрачати гроші на розваги, дівчат та випивку. Весь час бере гроші у свого сина (часто злодійством і обманом). Любить прикидатися і використовувати інших людей для досягнення своїх цілей. З четвертого сезону пропадає з серіалу, в 230 серії згадується, що він відпочиває в Мексиці.
Лариса Сергєєва
До шлюбу — Петрищева. Колишня дружина Сильвестра Андрійовича, мати Сашка. 15 років тому, під час перебування чоловіка молодшим науковим співробітником кинула його з сином заради коханця — мільйонера і виїхала до Франції (Саші розповіла, що тато сам її вигнав через дріб'язкового підозри в зраді). Через цей випадок Сильвестр пішов у бізнес і став олігархом. Тепер Лариса повернулася, як вона стверджує, щоб жити зі своєю родиною та родиною сина. Невідомо, що сталося у неї у Франції, але приїхала вона явно без засобів до існування, оскільки не могла зняти житло і навіть заплатити за салат в ресторані (є деякі прикраси, але розлучатися з ними не має наміру).
Хитра і артистична. Коли не змогла відразу помиритися з колишнім чоловіком, спершу тягнула гроші з Саші, потім з його ж допомогою вселилася в будинок Сильвестра Андрійовича на Рубльовці.
Микола Семенович
Комендант гуртожитку. Замінює Петровича, поки той перебуває в санаторії. Майкл говорив, що він був комендантом ще до Петровича на постійній роботі (йдеться в 114 серії). Двоюрідний брат Петровича. Більш нахабний, ніж Петрович. Іде з посади коменданта в 198 серії і їде в Підмосков'я.
Лев Мартинов
Олігарх, партнер по бізнесу і друг Сильвестра Андрійовича. Як і Сильвестр Андрійович, любить гроші, п'янки і розваги. Має сина з такими ж звичками, як у нього, і батька, якого відправив у будинок престарілих. У олігарха є ще один син — Максим. Співпрацює в бізнесі з Сильвестром Андрійовичем. Любить кататися на мотоциклі.
Євген Ольшанський (Гончаров в серії «Юленька»)
Начальник Сашка, старший менеджер магазину електротехніки. За документами — співзасновник даного бізнесу. Підтримує дисципліну системою штрафів, часом не підкоряється логіці (штрафи за туалет, відсутність харизми). Після спроби «надути» Сашу із зарплатою (195 серія) Сильвестр Андрійович здав його податкової поліції. Був під слідством, але потім став керуючим кафе. Пропрацювавши там пару днів був звільнений за шахрайство.
Поліна Романова (справжнє ім'я Оксана Зозуля)
Ведуча програми "Гламур. Відеоверсія «(натяк на колишню телепередачу телеканалу ТНТ» Cosmopolitan. Відеоверсія "). У прямому ефірі Сильвестр Андрійович зізнається їй у коханні. Поліна відмовляє, але після ефіру вона погоджується на одне побачення. Потім ще на одне. У результаті Поліна погоджується прийти до Сильвестра в гості і залишається в нього жити. Саша випадково підслуховує телефонну розмову Поліни зі своєю подругою і розуміє, що насправді Поліна не любить Сильвестра Андрійовича і живе з ним тільки через його грошей. Сашко каже, що розповість батькові про плани Поліни і вона вирішує посварити Сашу і Сильвестра Андрійовича. Поліна рве на собі одяг і починає кричати, до кімнати вдається Сильвестр і думає, що Саша спробував зґвалтувати Поліну. Сильвестр Андрійович виганяє Сашу і Таню зі свого будинку. Потім Поліна підставляє Гену і Сильвестр виганяє Гену. Гена і Саша влаштовують своє розслідування і з'ясовують, що Поліна Романова насправді міжнародна авантюристка і шахрайка.

## Місця дії
Велика частина подій серіалу відбувається в «Гуртожиток № 3». Також у серіалі регулярно показуються аудиторії вузу, де навчаються головні герої, вітальня в будинку Сильвестра Сергєєва на Рубльовці і кабінет у його офісі з виглядом з вікна на Московський Кремль, ресторан «Байрон», клуб «Eros», студентське кафе, італійський ресторан Сергєєва «Silverio», театр, лікарня та ін
Заставки видів будівель універу були зняті в РДГУ (Російському Державному Гуманітарному Університеті), фасад заставки студентського кафе в реальності знаходиться на вулиці Чаянова в Москві (01КАФЕ), на тій же вулиці, на якій знаходяться «знімальні майданчики» заставок Універу.

## У ролях
| - Андрій Гайдулян — Сашко Сергєєв - Олексій Гаврилов — Гоша Рудковський - Віталій Гогунський — Едуард «Кузя» Кузьмін - Марія Кожевнікова — Алла Гришко - Лариса Баранова — Ліля Волкова - Валентина Рубцова — Таня Архіпова - Арарат Кещян — Артур «Майкл» Мікаелян - Станіслав Ярушин — Антон Мартинов - Ашот Кещян — Ашот Мікаелян - Олексій Клімушкін — Сильвестр Андрійович Сергєєв,батько Сашка - Олена Бірюкова — Лариса Сергєєва,мама Сашка - Ганна Яновська — Віра Павлівна Аксьонова - Вікторія Боня — Поліна Романова - Євгенія Свиридова — Лиза - Микола Аверюшкін — Андрій Казимирович,батько Сильвестра Андрійовича,дід Сашка - Олександр Сухінін — Петрович - Андрій Свиридов — Генадій Олексійович Виноградов, охоронець Сильвестра Андрійовича - Віктор Логінов — батько Роми Букіна - Олександр Якін — Рома Букін, «брат» Сашка Сергєєва - Валерій Трошин — Борис Аристархович - Лада Маріс — Евеліна Григорівна - Степан Сморковичев — Домовик алкоголік Степан - Юлія Бурсіага — Юленька - Кирило Іванченко -Влад Вагін - Ніна Персіянінова -Ольга Василівна Златопільська, мати Влада - Дмитро Мазуров -художник Тимофій Попов - Ксенія Непотребна -Лера - Марина Ічетовкіна -Жанна, дівчина Гоші - Юлія Маргуліс -Іра, колишня дівчина Сашка - Антон Бєлоуско -Андрій «Термінатор» Горшков - Ігор Арташонов -дядько Гриша - Юрій Павлов -Олексій Павлович, викладач - Андрій Лебєдєв -Лев Мартинов - Евеліна Бльоданс -Ірен, мати Антона - Євгенія Суворкіна -Надя - Катерина Кабак -Марина - Валерія Чугунова -Еля, секретарка Сильвестра Андрійовича - Велимир Русаков -Ілля - Олександра Живова -Олена - Марина Штода -Світлана, офіціантка студентського кафе - Прохор Чеховський -Едуард | - Дмитро Філімонов -Микола Євгенович Архіпов, батько Тані Архіпової - Сергій Бачурський -дядько Жора, дядько (брат матері) Тетяни Архіпової - Лада Аукштикальніс — Олена Сергіївна, акторка зіграла маму Алли - Михайло Самохвалов — Андрон Маркович, олігарх - Юлія Галина — Настя Серія «Армія» - Олександра Негіна — Віка - Валерій Кудашкін — викладач філософії - Андрій Лавров — покупець у магазині взуття - Гарік Мартиросян — камео - Тамара Спірічева — бабуся Тані - Анфіса Чехова — камео - Анастасія Маслова — одна зі студенток-близнят - Катерина Маслова — одна зі студенток-близнят - Олександр Базої — ректор - Катерина Мадалінська — Віка - Ксенія Баскакова — Настя, колишня подруга Влада - Павло Абраменко — людина, що вимагала в Сашка 100 тисяч рублів за втрачену сумку з фотографіями еротичної фотосесії самого Сашка та його дівчини - Денис Курочка — Андрій, адміністратор клубу - Аліна Колкер — продавчиня у взуттєвому магазині, Кузя у неї просить продати кросівки в кредит або взяти їх в іпотеку - Тетяна Морозова — камео - Денис Жбанов — Суслопаров - Єгор Рибаков — Єгор, керівник ресторану - Ілля Глинніков — Паша, один Кузі - Родіон Долгірєв — студент Пархоменко - Андрій Балякін — Юрій Гришко, батько Алли Гришко - Ольга Дібцева — Юля, онучка Семеновича, серія «Юленька» - Анна Пухова — сестра Гошісаш - Ірина Богданова — Зінаїда Леонідівна, мати Лілі - Юлія Самойленко — Рита-подруга Кузі, колишня дівчина Термінатора - Матвій Зубалевич - Кирило |

### Запрошені знаменитості
- Ольга Бузова — камео в серії про те, як Кузя познайомився з нею в «Однокласниках». Бузова прийшла в кафе, але Кузі там вже не застала, оскільки він подумав, що вона — товстушка, яка зайшла в кафе. (Серія 40)
- Павло Воля — у фантазіях Алли в серії про те, як герої уявляли себе дітьми Сильвестра Андрійовича. (Серія 19)
- Гарік Мартиросян — вечеряв з Аллою в ресторані «Байрон», у серії про те, як до Майкла приїхав брат Ашот. (Серія 63)
- Анфіса Чехова — Кузя уявляв її своєю дівчиною у серії про те, як він не приготував Аллі подарунок на Восьме березня. (Серія 80)
- Віктор Логінов — грав Геннадія Букіна. Батька «брата» Сашка. (Серія 137)
- Олександр Якін — був підробленим братом Сашка. Грав Рому Букіна. (Серія 137)
- Наталія Єпрікян — камео. (Серія 154)
- Катерина Варнава — камео. (Серія 154)
- Тетяна Морозова — камео. (Серія 154)
- Володимир Кристовський — з'явився уві сні Кузі як муза до створення пісень. Камео. (Серія 162)
- Сергій Писаренко — сусід Сашка та Тані зверху. «Суворий мужик». (Серія 171)
- Євген Нікішин — сусід Сашка та Тані знизу. Музикант. (Серія 171)
- Вікторія Боня — Поліна Романова, кохана Сильвестра Сергєєва. (196—211 серії)
- Сергій Глушко — камео. (Серія 207)
- Нюша — камео у серії, коли Кузя збирався поїхати разом з Нюшею в турне по Росії, але Гоша завадив їм. (Серія 228)

## Над серіалом працювали
Режисери
- Петро Точилін
- Іван Китаєв
- Роман Самгін
- Жанна Каднікова

Продюсери
- Артур Джанібекян
- Олександр Дулерайн
- В'ячеслав Дусмухаметов
- Семен Слєпаков
- Костянтин Золотарьов

## Цікаві факти
- 2, 3, 5, 6, 22, 23, 26, 27, 35 і 36 серії 1-го сезону відрізняються гіршою якістю зйомки й озвучування, ніж у інших серій цього ж сезону. Якраз таки в цих серіях в блоці головних героїв стоїть бігова доріжка, а також у кімнаті дівчат висять інші штори.
- В одинадцятій серії першого сезону помітно, як на кухні по столу пробігає тарган.
- Заставка зі словом «Універ», що з'являється на початку кожної серії, виконана в двох різних варіантах. В одному і тому ж сезоні без будь-якої послідовності можуть використовуватися обидва її варіанти.
- З третього сезону у серій з'явилися назви. У першому і другому сезонах їх не було.
- З четвертого сезону зникли вставки перед кожним місцем дії, де протягом декількох секунд показувалися будівлі зовні під вступ пісні «7 Поверх», а починаючи з 176 серії вони знову з'явилися, але набули абсолютно нового вигляду.
- Будинок, де за сюжетом у Сильвестра Сергєєва офіс з видом на Кремль і яке показують на початку сцен в офісі, насправді — штаб-квартира компанії Роснефть на Софійській набережній.
- Іноді в кафе на задньому плані замість стандартних музичних вставок звучать пісні Хакі (в 3 сезоні), в 4 сезоні Домініка Джокера або Жанни Фріске, а пізніше і групи Банд `Ерос
- У третьому сезоні була присутня закадрова музика. Автором композицій є Віталій Гогунський, який грає Кузю в серіалі.
- Братів Мікаеляном в серіалі грають актори, які також є братами і в житті — Арарат і Ашот Кещян.

## Продовження
1 сезон (2008)
Транслювався з 25 серпня по 10 листопада 2008 року. У ньому було показано 44 серії.
2 сезон (2009)
Розпочався 3 лютого 2009 рік а і закінчився 18 травня 2009 року. Було показано 56 серій.
3 сезон (2009)
В ефірі телеканалу ТНТ показувався з 17 серпня по 19 листопада 2009 року. Кількість серій — 55.
4 сезон (2010)
Зйомки четвертого сезону почалися 14 березня 2010 року. У новому сезоні блок головних героїв змінив вигляд у зв'язку з ремонтом у гуртожитку, про що говорилося в останній серії третього сезону. транслювався сезон з 11 травня по 15 червня 2010 року. Друга частина сезону з 9 серпня по 21 вересня 2010 року. Кількість серій — 46.
5 сезон (2011)
Перша частина транслювалася з 8 листопада по 25 листопада. Друга частина — з 13 грудня по 30 грудня 2010 року. Останні 30 серій транслювалися з 28 березня по 19 травня 2011 року. Кількість серій — 54.
6 сезон
У цей час відзнято 14 серій. Зйомки продовжаться в кінці червня. Марія Кожевнікова остаточно заявила про свій відхід з серіалу, про що свідчить її запис у Твіттері. Прем'єра сезону очікується 15 серпня 2011 року.